# Hanušovce nad Topľou
Hanušovce nad Topľou, jusqu'en 1927 : Hanušovce (allemand : Hansdorf an der Töpl, hongrois : Tapolyhanusfalva), est une ville de la région de Prešov en Slovaquie, dans la région historique de Šariš.

## Géographie
Hanusovce nad Top'lou est une petite ville au Nord-est de la Slovaquie, proche d'une soixantaine de km de la Pologne. Elle est implantée dans une vallée entourée de collines boisées.

### Accès
La ville est traversée par la route 18. Elle est située à 22 km à l'Est de Prešov, la troisième ville en importance du pays, et à une trentaine de km au nord de Vranov nad Topl'ou.

## Histoire
La première mention écrite de la ville date de 1332.

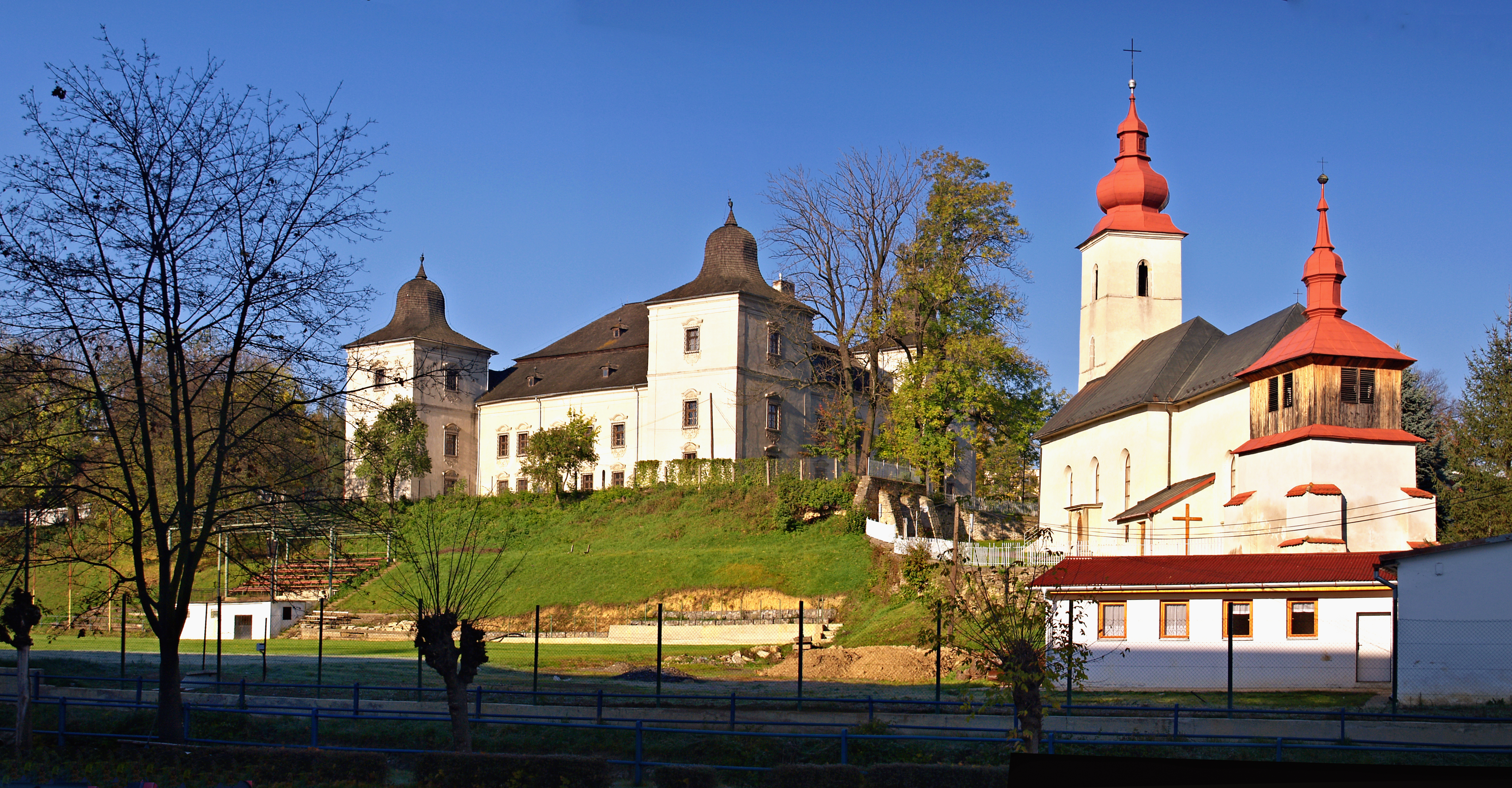
Musée régional et église catholique

## Démographie

### Évolution de la population
| Année:               | 1994. | 2004.   | 2014.   | 2024.   |
| -------------------- | ----- | ------- | ------- | ------- |
| Nombre de personnes: | 3456  | 3668    | 3752    | 3728    |
| Différence:          |       | +6,13 % | +2,29 % | -0,63 % |

| Année:               | 2023. | 2024.   |
| -------------------- | ----- | ------- |
| Nombre de personnes: | 3730  | 3728    |
| Différence:          |       | -0,05 % |

## Lieux et patrimoine
- Vlastivedné múzeum y Hanusovciach (Musée régional de Hanusovce Nad Topl'ou). Il est abrité dans un manoir

À côté, un petit bâtiment sans architecture particulière, abrite l'exposition ethnographique du musée précité.
- Église gréco-catholique
- Église évangélique
- Église chrétienne

## Jumelages
- Dębica (Pologne)
- Nozdrzec (Pologne)
- Velká Bíteš (Tchéquie)

## Galerie

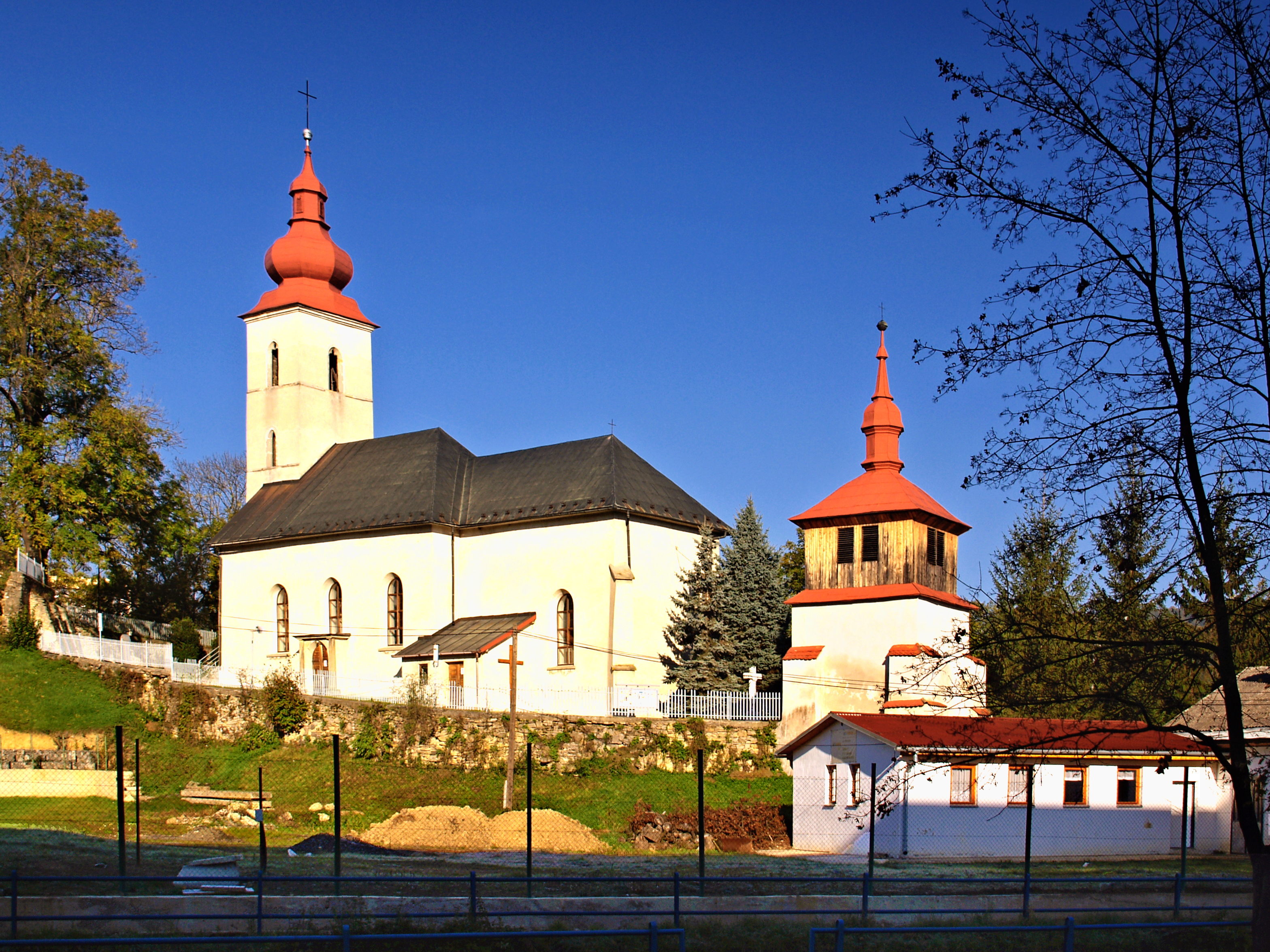
L'église catholique
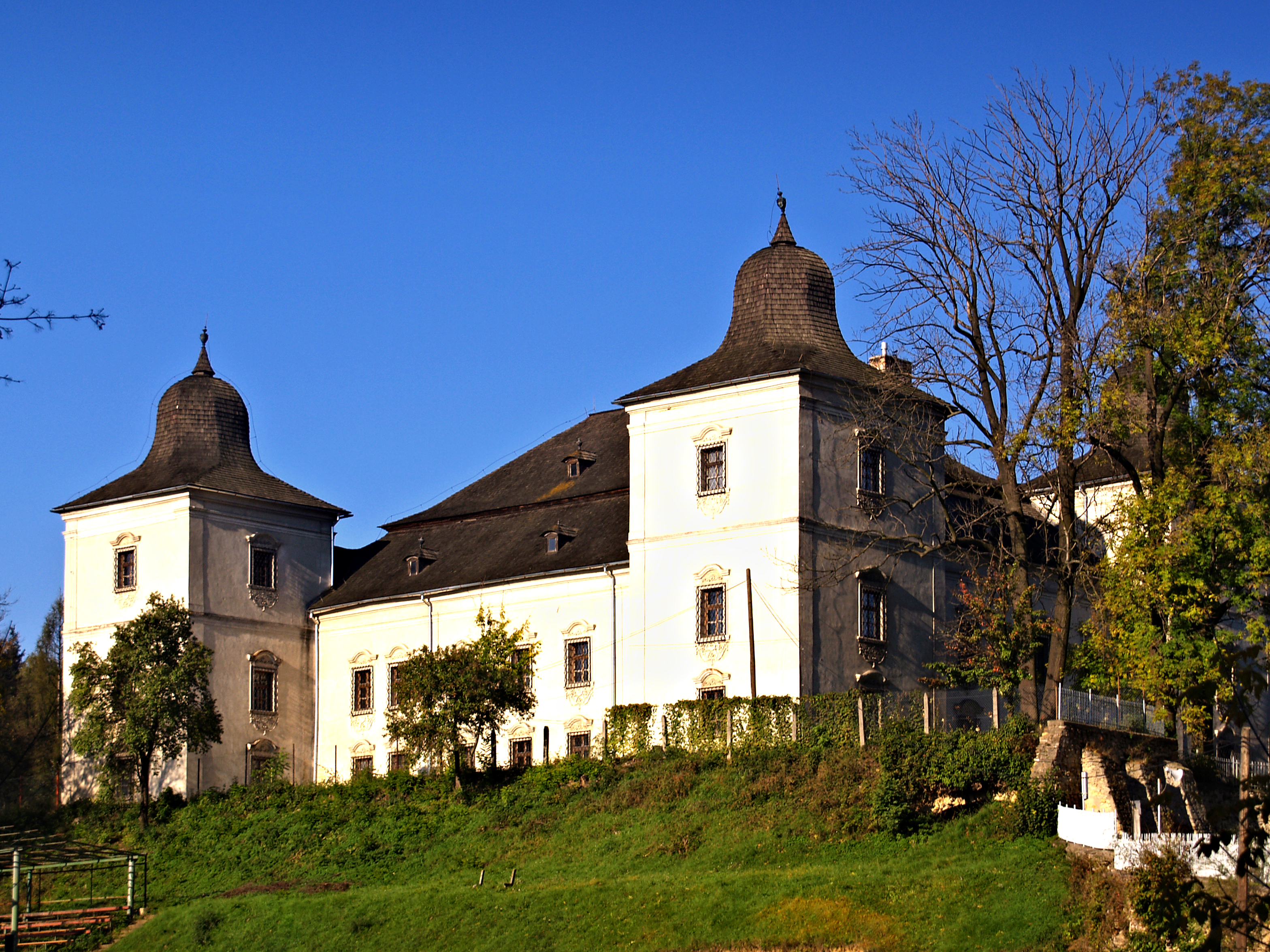
Manoir Musée régional
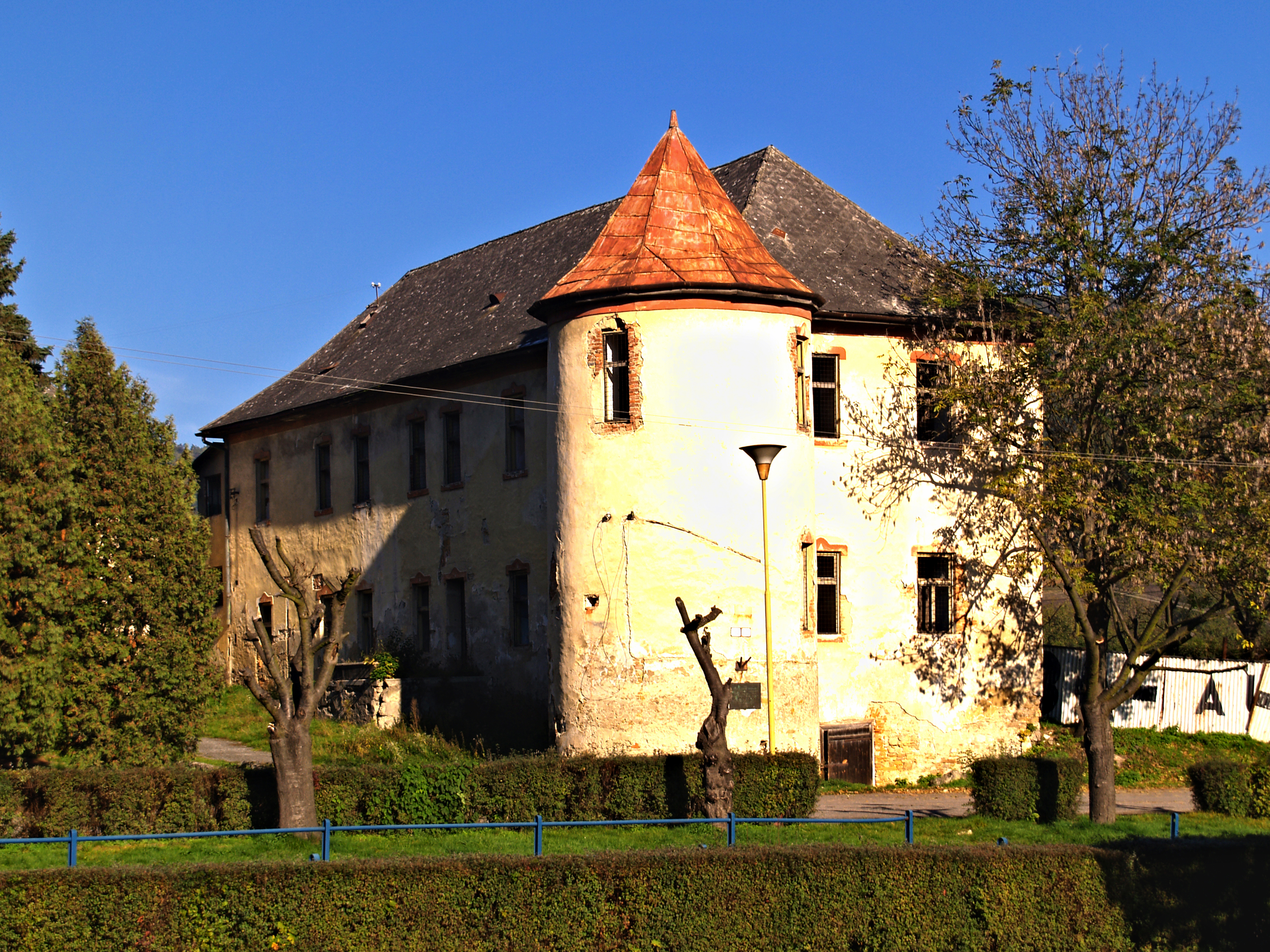
Maison abandonnée Zámocká
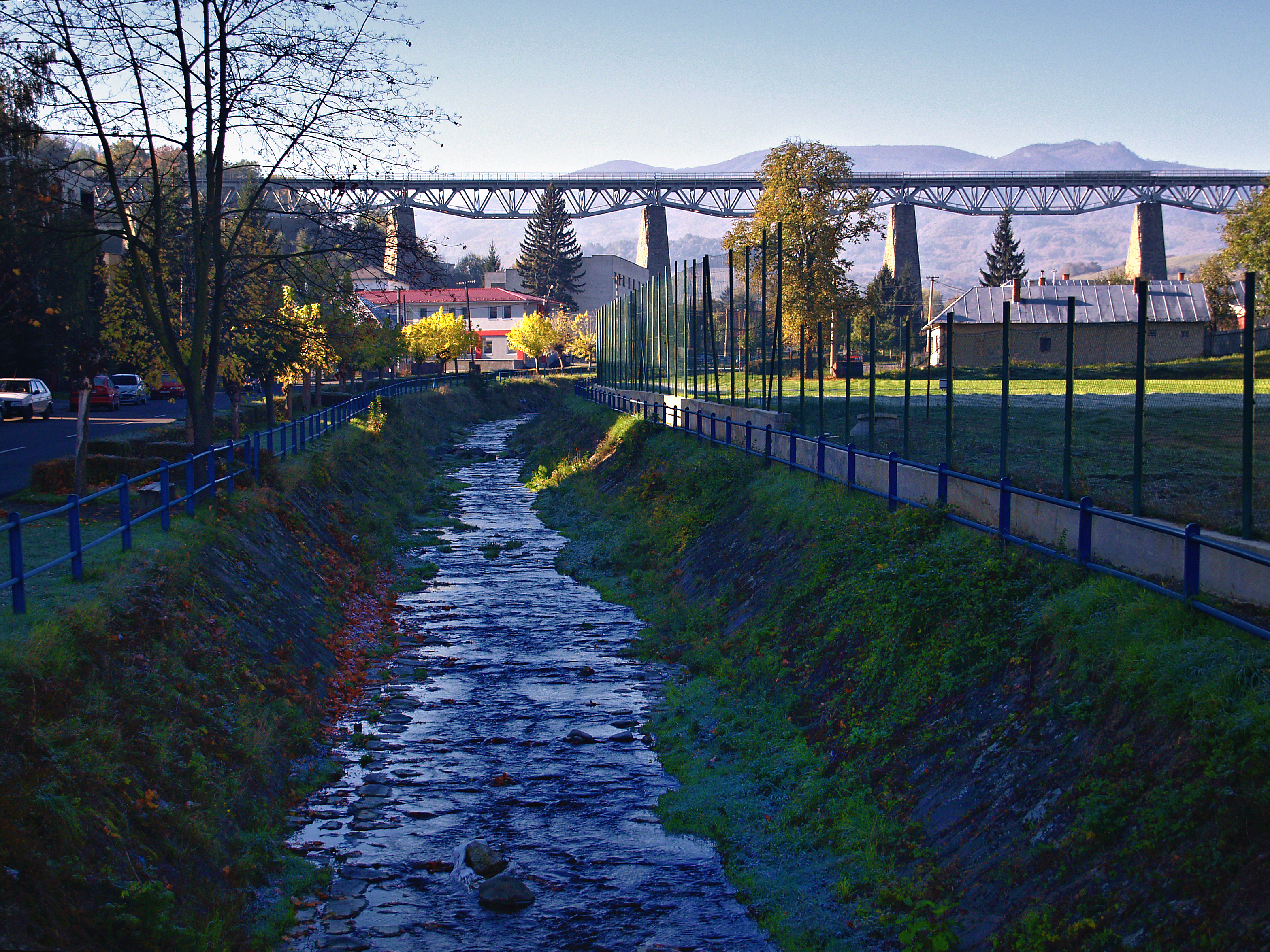
Pont ferroviaire